# Кубок Казахстану з футболу серед жінок
Кубок Казахстану з футболу серед жінок — щорічне змагання для казахських жіночих футбольних клубів, що проводиться Казахстанською федерація футболу. Розігрується з 2006 року.

## Формат
У попередні сезони, на відміну від більшості кубкових змагань, Кубок Казахстану проводився за круговою системою і не мав раундів плей-оф.
У 2014 році трофей було розіграно протягом одного тижня. Шість клубів розділили на дві групи (по 3 у кожній). По завершенні одного кола по дві найсильніші команди від кожної з груп аийшли до півфіналу.

## Переможці та фіналісти
| Сезон | Переможець      | Результат     | Фіналіст       |
| ----- | --------------- | ------------- | -------------- |
| 2007  | «БІІК-Казигурт» | груповий етап | «Шахтар-КарДУ» |
| 2008  | «БІІК-Казигурт» | груповий етап | «Жерим»        |
| 2009  | СШВСМ           | груповий етап | «Жерим»        |
| 2010  | «БІІК-Казигурт» | груповий етап | «Жерим КУ»     |
| 2011  | «БІІК-Казигурт» | груповий етап | СШВСМ          |
| 2012  | «БІІК-Казигурт» | 3–1           | СШВСМ          |
| 2013  | «БІІК-Казигурт» | 6–0           | «Кокше»        |
| 2014  | «БІІК-Казигурт» | 6–0           | «Кокше»        |
| 2015  | «БІІК-Казигурт» | 6–1           | «Кокше»        |
| 2016  | «БІІК-Казигурт» | 4–1           | «Астана»       |
| 2017  | «БІІК-Казигурт» | 6—0           | «СШВСМ-Барис»  |
| 2018  | «БІІК-Казигурт» | 1–0           | «Окжетепес»    |

## Досягнення
| Клуби                      | Т  | Володарі                                                         | Фіналісти                                |
| -------------------------- | -- | ---------------------------------------------------------------- | ---------------------------------------- |
| «БІІК-Казигурт» (Шимкент)  | 11 | 2007, 2008, 2010, 2011, 2012, 2013, 2014, 2015, 2016, 2017, 2018 | ~                                        |
| «СШВСМ-Барис» (Алмати)     | 2  | 2006, 2009                                                       | 2011, 2012, 2017                         |
| «Окжетепес» (Кокшетау)     | ~  | ~                                                                | 2008, 2009, 2010, 2013, 2014, 2015, 2018 |
| «Шахтар-КарДУ» (Караганда) | ~  | ~                                                                | 2006, 2007                               |
| «Астана» (Астана)          | ~  | ~                                                                | 2016                                     |